# Залізнична естакада у Вроцлаві
Залізнична естакада у Вроцлаві - естакада та розташовані в її руслі віадуки, на яких проходить залізнична колія, що веде від залізничної станції Wrocław Główny на захід, т.зв. міська сполучна залізниця ( нім. Stadtverbindungsbahn  ). Це будівля, яка була зведена у 1896–1901 роках у рамках ширшої програми організації планування Вроцлавського залізничного вузла . Довжина естакади 620 м. Складається з 4 сталевих віадуків з прольотом 20-25 м і 67 склепінчастих прольотів з кладки з прольотом 5-6 м    . На ньому було прокладено три колії, що належать до різних залізничних ліній    . Доріжки розташовані приблизно на 5 м над рівнем прилеглих вулиць. Після реконструкції 2009 року максимальна швидкість поїздів на естакаді становить 60 км/год, тоді як раніше через незадовільний технічний стан об’єкта вона обмежувалася 20–30 км/год.

## Залізничні лінії
Зараз по естакаді проходять такі залізничні лінії :
- Залізнична лінія № 271 Вроцлав Головний - Познань Головний   (пом. Познанська залізниця)
- Залізнична лінія № 273 Вроцлав Головний - Щецин Головний   (пом. Надоджанська залізниця)

які також використовуються для сполучення з Легницею, Олешницею, Єленою Гурою   та Тшебницею.

## Історія
Будівництво естакади було частиною більшої програми, спрямованої на організацію макета Вроцлавського залізничного вузла. Окрім цієї інвестиції, першим (попереднім) важливим елементом програми було будівництво вантажної об’їзної дороги Вроцлава . Ця лінія вела вантажний залізничний транспорт з міста на південь і захід до південних районів тодішнього Вроцлава, з'єднуючи залізничні станції в Брохуві та Ґондуві . Обхід введено в експлуатацію в 1896 році. Завдяки цьому вдалося розпочати реконструкцію магістральної залізничної колії, яка на той час проходила на рівні вулиць і мала конфліктні перетини з вулицями міста.

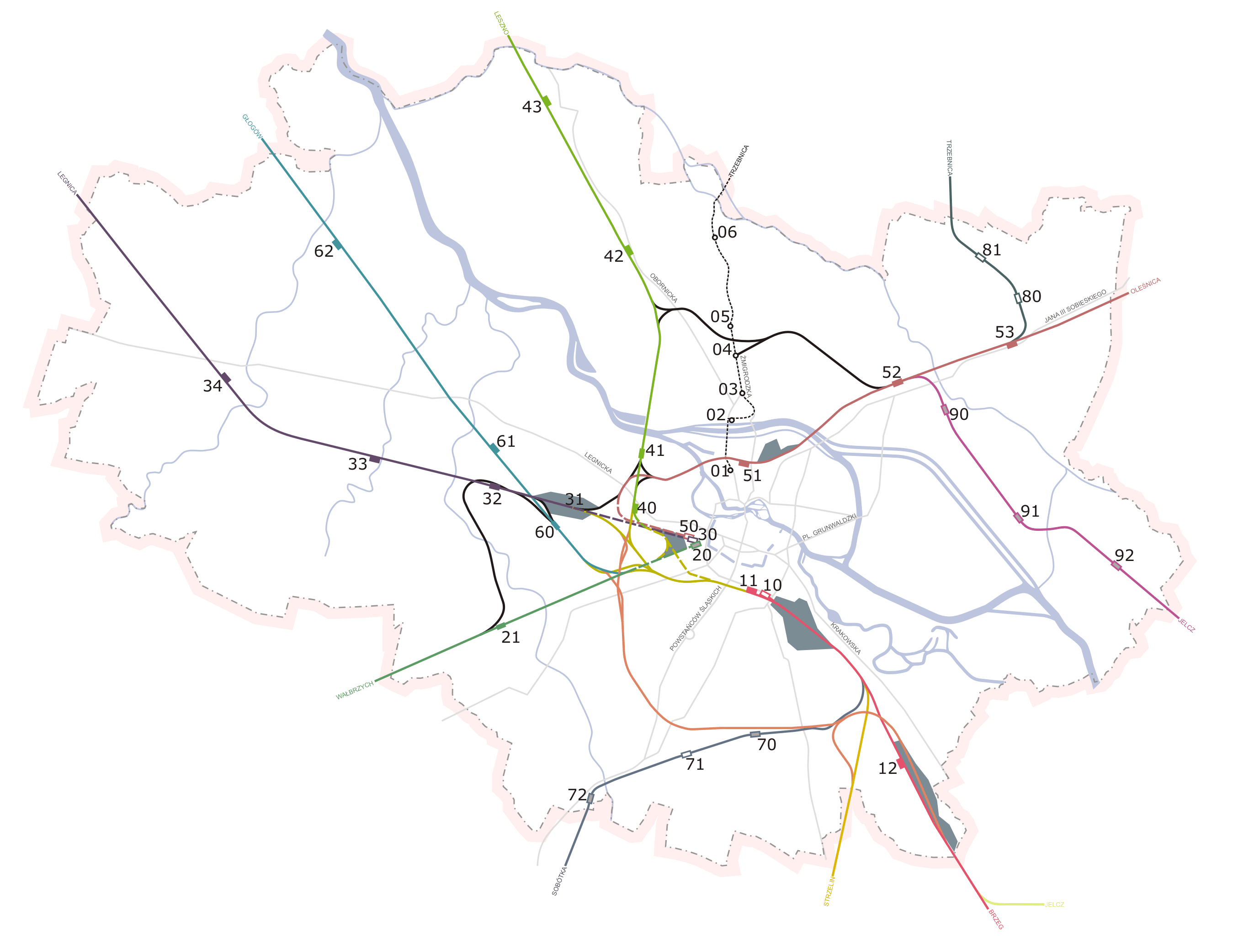
Шляхопровід охоплює ділянку залізничної колії, що тягнеться від Центрального залізничного вокзалу (11) на захід і пролягає, зокрема, через вулицю Повстанців Шльонських

Залізницю, що з’єднує Дворець Гурношльонський з лініями, що прямують на захід, збудовано на рівні вулиці (вздовж вул. Насипова, а від Plac Rozjezdny по сьогоднішній вул. Колєйової та далі до району перехрестя вул. Смолецької від вул. Robotnicza) у січні 1848 р. (раніше, з 1844 р., тут вже була колія для накатування вагонів). На рубежі 1960-1970-х років його західна ділянка була у ХІХ ст., перемістився на набережну, що веде далі на південний захід, по якій вул. вівсянка. Нова лінія перетинала вул. Грабішинської над віадуком (пізніше добудовано віадук над новою вул. Запорізька ), проте в районі сьогоднішньої пл. Вулиця Роз'їздного досягала рівня землі і проходила через кілька залізничних переїздів . Це було серйозною перешкодою для розвитку міста, оскільки відрізало елегантний район Кайзера Вільгельма (нині район Полудне ) від центру міста. Поїздки на трамвайні лінії були особливо клопітними. Діючі правила  вимагали спорудження перехресть з іншими залізницями за межами станції у вигляді віадуків і не допускали будь-яких інших пристроїв, які б переривали голову головної залізничної рейки, тому трамвайну колію зазвичай доводилося піднімати і трамвайні рейки в межах перехрестя були перервані. Трамваї перетинали перехрестя на колісних ободах, можливо, керуючись кермом , що було прийнятно у випадку легких кінних вагонів, але у випадку більш важких електровагонів (або багатовагонних трамваїв) становило серйозну небезпеку  .  . Додатковою перешкодою була необхідність прокладання тягової мережі трамваїв за межами залізничної колії будівлі, на що потрібен був спеціальний дозвіл.

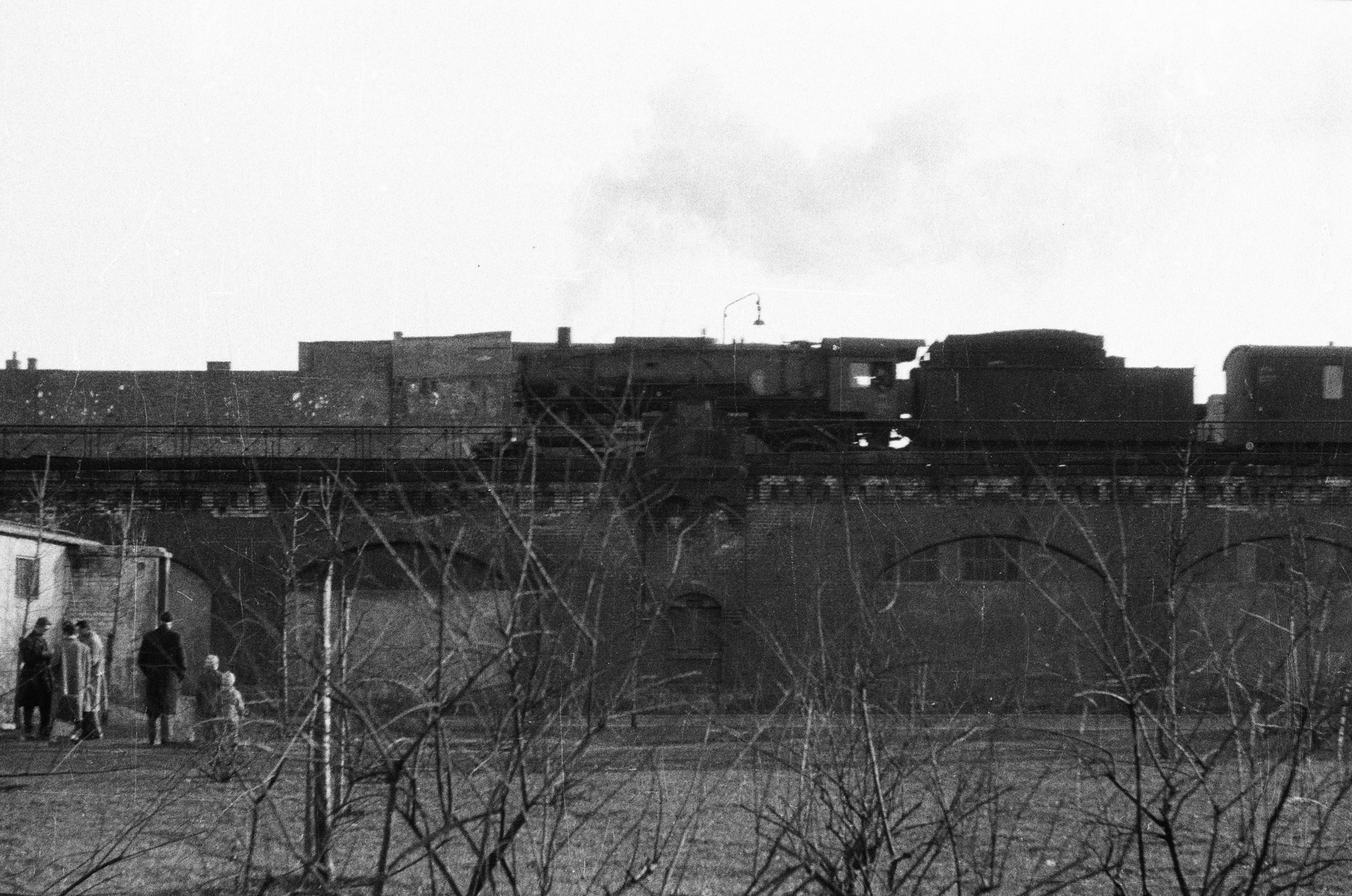
Естакада близько 1960 року

Серед можливих і практичних рішень у Німеччині, таких як перенесення станції з центру міста (як у Карлсруе чи Гейдельберзі ), будівництво віадуків над коліями (наприклад, у Гамбурзі ) та прокладання залізниці на естакаді (як у Stadtbahn у Берліні ). ), було обрано останній . Будівництво шляхопроводів і віадуків, а також насипів, на яких прокладено залізничне полотно, дозволило ліквідувати колії на вулицях і створити безколійні перехрестя . Лінія забезпечувала безпечний рух поїздів без зіткнень цією частиною міста   . Інвестиції були здійснені в 1896–1901 роках   . У 1896–1905 роках також було відбудовано головний вокзал Вроцлава. Вартість усієї інвестиційної реконструкції Верхньосілезького залізничного вокзалу та прилеглої міської залізниці ( Umbau des Oberschlesischen Bahnhofes und der anschlieſsenden Stadtverbindungsbahn in Breslau ) спочатку оцінювалася в 1898 році в 6,5 мільйонів марок  . Окремі бюджетні транші становили 1 млн марок на рік. Після завершення незначних супутніх робіт, розпочатих у 1906 році, та підведення підсумків інвестицій у 1911 році загальні витрати склали 8,045 мільйонів марок  . На той час, окрім реконструкції залізничних вузлів у Герліці та Олешниці, це була найбільша інвестиція, здійснена Дирекцією залізниць у Вроцлаві.
Вже в 1908 році почалася експропріація землі вздовж нової естакади з метою забезпечення можливості її розширення  . У 1930-х роках У 1960-х роках планувалося розширити естакаду, щоб побудувати четверту колію на лінії Вроцлав – Познань і побудувати дві паркувальні групи для пасажирських поїздів по обидва боки віадуку над вулицею Powstańców Śląskich. Після початку Другої світової війни проект був залишений.

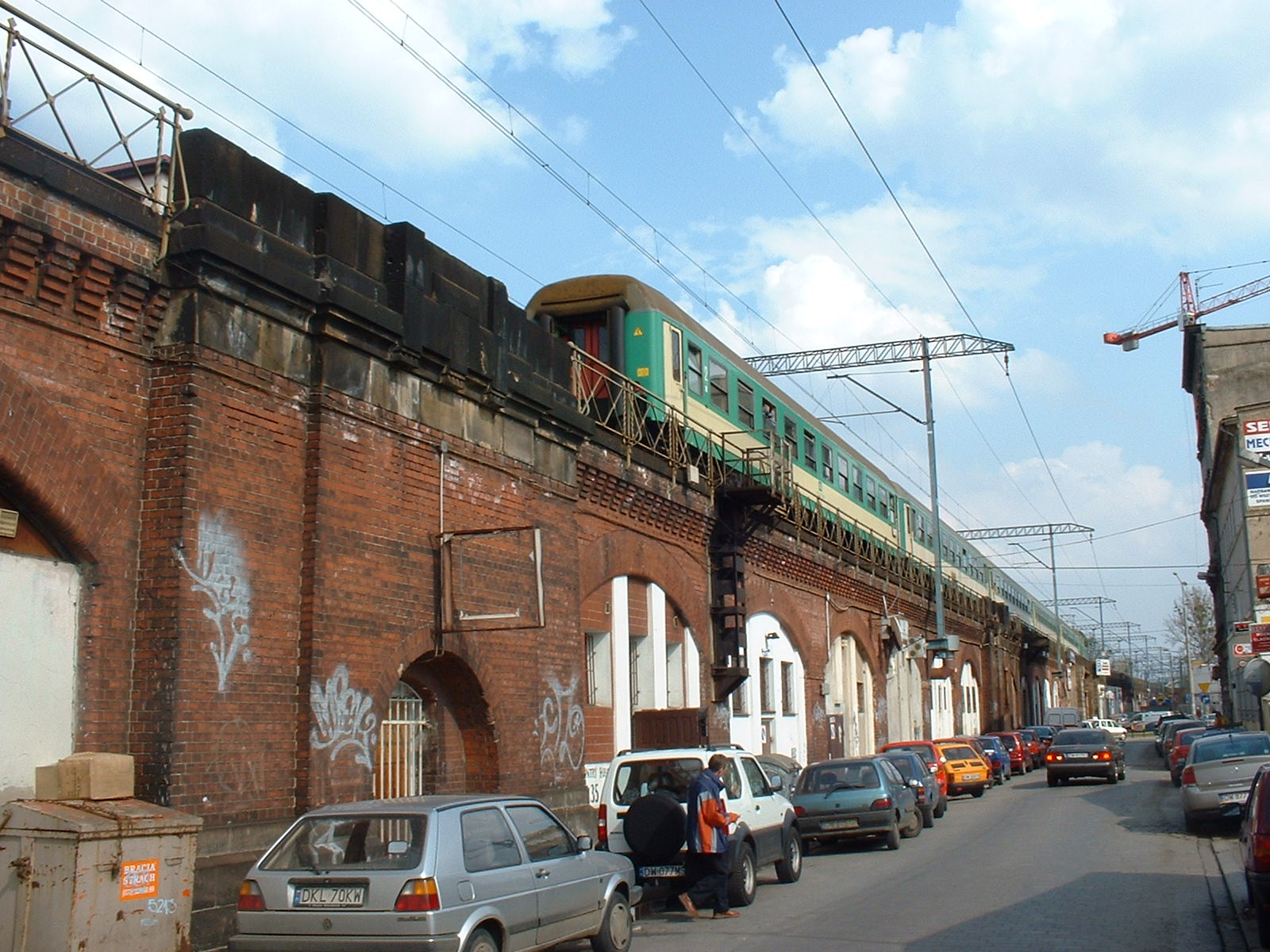
Вигляд з півдня (задня сторона приміщення), до ремонту

У 70-х роках. У 1960-х роках були перебудовані віадуки над вулицями Командорською та Повстанців Шльонських / Свідницькою . Демонтували чавунні стовпи та тротуари, що дозволило розширити проїзну частину, а в суміжних прольотах цегляних естакад розмітили пішохідну доріжку. У свою чергу опори віадуку над вулицею Wincentego Stysia були частково замінені на простіші. У 90-ті роки. У 20-х роках 20 століття була відбудована конструкція естакадних прольотів, побудованих під час Другої світової війни (тоді призначалися для укриттів, а потім використовувалися під склади, майстерні та гаражі). Відтоді тут працюють магазини, ресторани та розважальні заклади   . Лише деякі з них залишилися відкритими для пішохідного  та автомобільного руху (вулиця Габріелі Запольської). У вересні 2008 р.  розпочато, а через рік, у вересні 2009 р., комплексну реконструкцію шляхопроводу, колій і віадуків    , вартість якого склала понад 30 мільйонів злотих.  (25 мільйонів злотих    ). Приймання виконаних будівельних робіт відбулося 3 листопада 2009 року  . Він охоплював наступні роботи: ізоляція, дренаж та естетика (оновлення) та роботи, виконані в рамках проекту ISPA/FS 2001/PL/16/P/PT/015-09 Покращення стану залізничної інфраструктури в Польщі, тобто заміна покриття доріжки разом із супроводжуючими роботами. Усе завдання було поділено на три завдання: реконструкція естакади-масивного віадуку, реконструкція п’яти сталевих віадуків та реконструкція історичного вигляду естакади та віадука над вулицею Повстанців Шльонських.

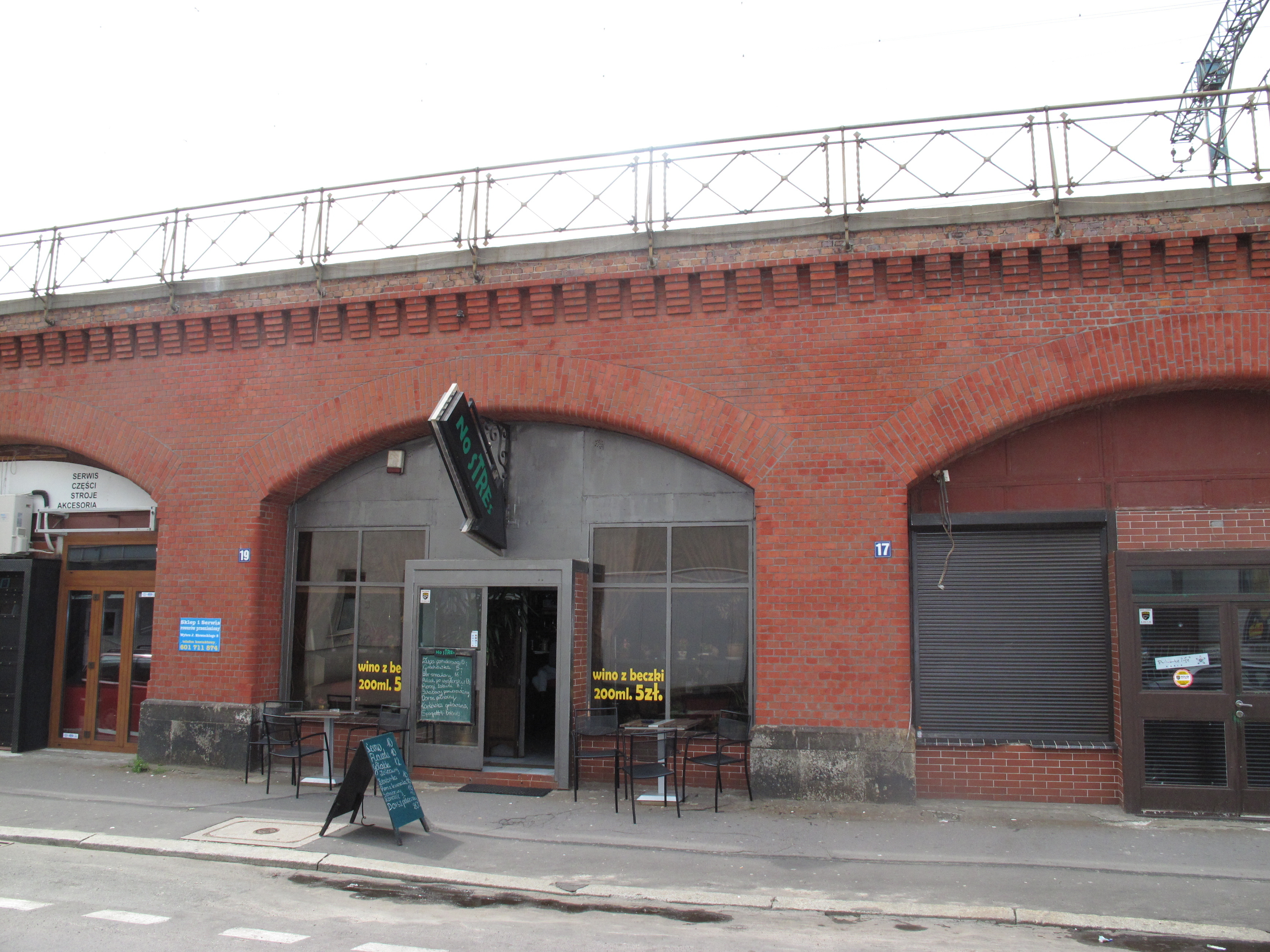
Арка типова, вид з півночі, після ремонту

## Опис естакади

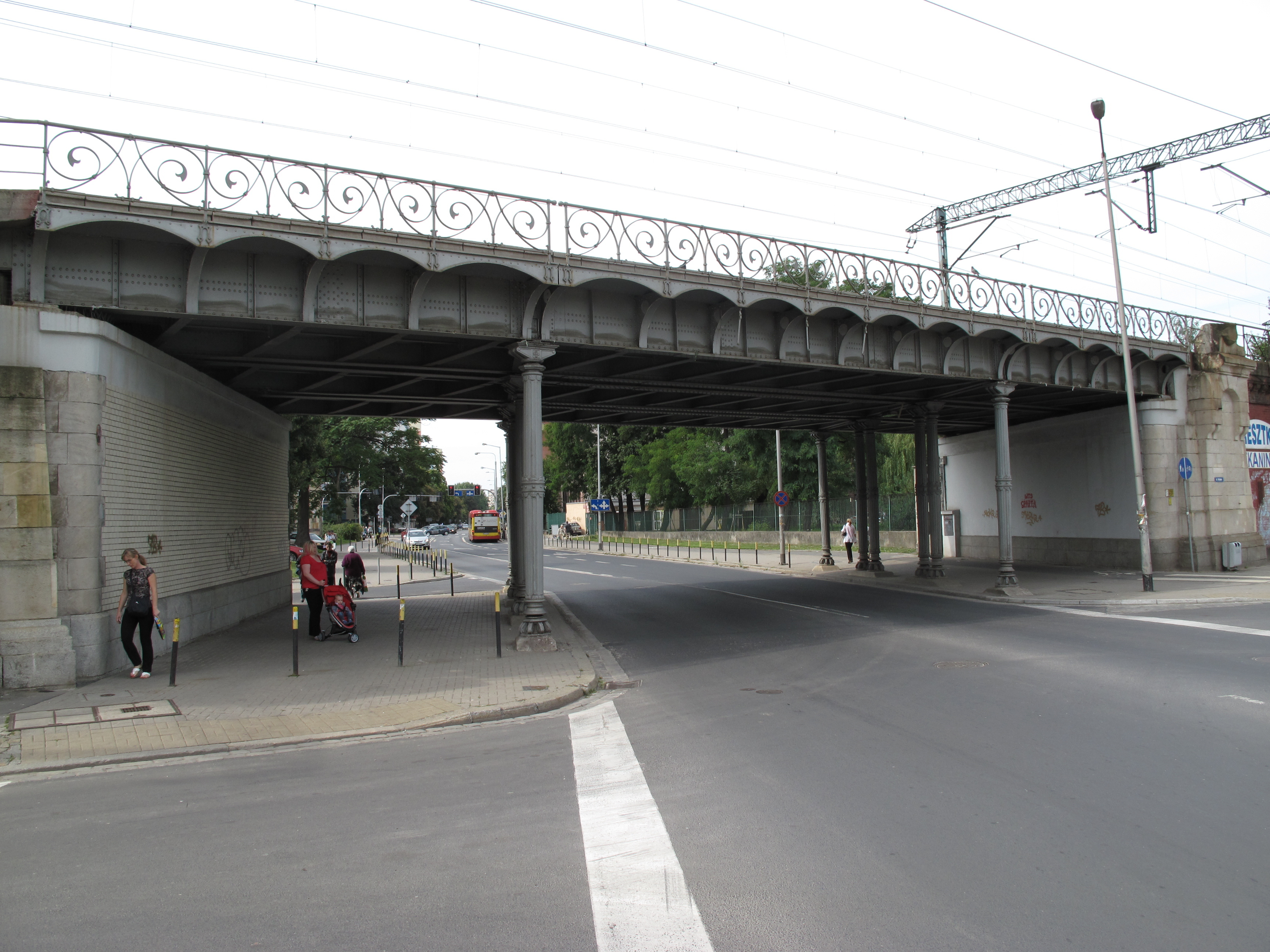
Типовий віадук (вул. Zieliński), стовпи, реконструйовані після ремонту

Від Головного залізничного вокзалу на захід залізнична колія проходить по насипу. Першою мостовою спорудою на цій залізничній лінії є віадук, під яким з’єднуються вулиці Ставова та Боровська . З цього місця лінія проходить по насипу, але з обох боків огороджена вертикальними підпірними стінками з гранітних блоків . Ця ділянка має довжину 400 м і закінчується віадуком над вулицею Командорською, перебудованим у післявоєнний час у єдиний проліт. Тут починається ділянка естакади довжиною 620 м  (640 м  ), виконана у вигляді цегляної конструкції у вигляді 67 склепінчастих прольотів з прольотом 5–6 м   (21 прольотом 5 м і 46 – 6 м, в 10 групах, розділених стовпами подвійної товщини  ). Наступні віадуки, розташовані вздовж естакади, - це мостові споруди, розташовані над такими вулицями: Powstańców Śląskich/Świdnicka, Tadeusza Zieliński та Wincentego Stysia. Усі чотири віадуки вздовж естакади виконані у вигляді металоконструкцій довжиною 20-25 м. Несуча конструкція складається з прогонів у вигляді балок, виконаних у вигляді плитних прогонів, що спираються на кам'яні опори . У випадку з віадуками над вул. Zieliński і Stysia — трипролітні суцільні балки (статично невизначені) на проміжних опорах у вигляді чавунних маятникових колон  ; віадук над вул. Stawowa/Borowska та віадуки над вул. Казимир Пуласький . Дві перебудовані у 1970-х роках. У 20 столітті віадуки однопролітні. За віадуком над вулицею Стисія закінчується естакада   і залізничне полотно пролягає по насипу з земляними укосами з обох боків. Наступні віадуки, також трипрольотні на маятникових стовпах, розташовані на площі Роз'їздної та над вул. нинішній віадук над вулицею Грабішинською збудовано у 2015 році в рамках модернізації залізничної лінії E 59 Вроцлав-Познань, де кожна з трьох колій розташована на власному прольоті 230 ton[джерело?]  кожен  . Віадук після модернізації став довшим за попередню споруду. Раніше віадук являв собою фермену систему Шведлера з верхнім поясом, що мав форму параболу. Далі лінія роздвоюється, колії в бік Познані ведуть по набережній до мосту через річку Одер, т.зв. Познанський міст  . Уздовж цієї залізничної лінії було побудовано численні віадуки.
Вроцлавське рішення архітектурно та технічно базується на майже на 20 років старшому берлінському міському трамваї, який, на відміну від вроцлавського, є чотириколійним. Естакада, побудована у Вроцлаві, стала зразком для будівництва подібних споруд, наприклад, у Стшегомі (1910–1911) та Гожуві-Велькопольському (1916)   . Віадуки, спроектовані та побудовані вздовж естакади, становили уніфікований стандарт, який використовувався на лініях Сілезьких залізниць , , оздоблення з чавунного поворотного стовпа.

## Виноски
1. ↑  Id-12 (D29) Wykaz linii (PDF). plk-sa.pl (пол.). 10 лютого 2021.
2. ↑  Wrocław: Trzy wiadukty nad ul. Grabiszyńską gotowe (ZDJĘCIA) (пол.), 27 жовтня 2015
3. Encyklopedia Wrocławia, Estakada kolejowa, s. 184.
4. Encyklopedia Wrocławia, Obwodnica kolejowa Wrocławia, s. 601.
5. Encyklopedia Wrocławia, Mosty, s. 559–560.
6. Encyklopedia Wrocławia, Stacja Rejonowe PKP Wrocław Główny, s. 827.
7. Normen für den Bau und die Ausrüstung der Haupteisenbahnen Deutschlands z 5 lipca 1892, § 13, ust. 2 [undefined] Помилка: {{Lang}}: немає тексту (допомога).
8. Oberschulte. Kreuzung von Voll- und Schmalspurbahnen in Schienenhöhe. „Centralblatt der Bauverwaltung”. 18 (4), ss. 42–43, 1898-01-22 [] Помилка: {{Lang}}: немає тексту (допомога). [dostęp 2012-03-25].

Oberschulte. Kreuzung von Voll- und Schmalspurbahnen in Schienenhöhe (Schluß). „Centralblatt der Bauverwaltung”. 18 (5), ss. 57–60, 1898-01-29 [] Помилка: {{Lang}}: немає тексту (допомога). [dostęp 2012-03-25].
9. Aus dem Preuſsischen Staatshaushalt für 1898/99. „Centralblatt der Bauverwaltung”. 18 (3A), s. 33, 1898-01-19 [] Помилка: {{Lang}}: немає тексту (допомога). [dostęp 2012-03-25].
10. Klaus Bindewald (1999). Unter Strom  (нім.). ISBN 3-7617-0324-4. {{cite web}}: Пропущений або порожній |url= (довідка); Проігноровано невідомий параметр |miejsce= (можливо, |location=?) (довідка); Проігноровано невідомий параметр |redaktor= (довідка); Проігноровано невідомий параметр |wydanie= (можливо, |number=?) (довідка); Проігноровано невідомий параметр |wydawca= (можливо, |publisher=?) (довідка)
11. Aus dem Preußischen Staatshaushalt für 1911. „Zentralblatt der Bauverwaltung”. 31 (6), s. 34, 1911-01-18 [] Помилка: {{Lang}}: немає тексту (допомога). [dostęp 2012-03-25].
12. Estakada kolejowa we Wrocławiu po remoncie jak nowa (пол.). wroclaw.gazeta.pl – Gazeta.pl Wrocław. 15.12.2009. Процитовано 8 березня 2012.
13. Wiadukty i estakady miejskie w Polsce (пол.). www.kolej.one.pl – Ogólnopolska Baza Kolejowa; Świat Kolei 10/2001 str. 23–25. 2001. Процитовано 8 березня 2012.
14. Wrocław: Szybsza i ładniejsza wrocławska estakada kolejowa (пол.). inforail.pl – portal kolejowy. 5 листопада 2009. Процитовано 8 березня 2012.
15. Odbudowa wrocławskiej estakady kolejowej (пол.). www.plk-sa.pl – PLK SA. 17.09.2008. Процитовано 8 березня 2012.
16. Intensywne prace na wrocławskiej estakadzie kolejowej (пол.). www.plk-sa.pl – PLK SA. 26.08.2009. Процитовано 8 березня 2012.

## Зовнішні посилання
- Estakada kolejowa. fotopolska.eu – Foto Polska (пол.).
- Estakada kolejowa. wroclaw.hydral.com.pl – Wratislaviae Amici (пол.).
- Estakada kolejowa w Wikimapii (dostęp 2012-03-08)